# Telemedicina
Telemedicina (od starogrčog tele daljina, udaljenost ili odnos prema daljini) označava daljinsku medicinu ili “medicinu na daljinu”. Telemedicina sama po sebi nije medicinska struka, nije neka medicinska specijalnost, već način na koji medicinske struke realiziraju svoju djelatnost. Stoga se govori o teleotorinolaringologiji, telekardiologiji ili telepatologiji. Jedna u mnoštvu definicija telemedicine koje se mogu naći u literaturi je sljedeća:
Telemedicina je sustav koji podupire proces zdravstvene zaštite osiguravajući sredstva i načine za učinkovitiju razmjenu informacija što omogućuje mnoštvo aktivnosti vezanih uz zdravstvenu zaštitu, uključuje korisnika zdravstvene zaštite i zdravstveno osoblje, uključuje edukaciju, administraciju i liječenje.” - A. M. Bennet.
Bit ove ali i drugih definicija ili opisa telemedicine je u prostornoj udaljenosti između strana koje sudjeluju u realizaciji zdravstvene zaštite, bilo da je jedna strana bolesnik a druga liječnik - teledijagnoza, teleterapija - bilo da su obje strane, ili više njih, liječnici ili zdravstveni timovi - telekonzultacija, tele-edukacija. Potencijalne primjene telemedicine uključuju (Coles 1995):
- daljinsku dijagnostiku upotrebom videofonije ili telemetrije koja se temelji na medicinskoj opremi koja uključuje, primjerice, monitoriranje rada srca i kompjutorsko tomografiranje;
- konzultacije međusobno udaljenih liječnika vezane za probleme interpretacije rendgenskih slika, prijenos EEG-a i drugih biomedicinskih signala u realnom vremenu ili brzi prijenos slika;
- telekirurgiju, koja uključuje interaktivnu video vezu između operacijske dvorane i udaljenog eksperta koji savjetuje kirurga tijekom operacije;
- telerobotiku, koja uključuje računarski podržavanu kirurgiju i kliničke aplikacije virtualnih realnosti;
- tele-edukaciju, kao dodatnu mogućnost upotpunjavanja medicinskog znanja;
- interaktivnu uporabu elektroničkog medicinskog zapisa;
- medicinsko monitoriranje i alarm koji povezuju bolesnika na kućnoj njezi i hitnu medicinsku službu;
- mogućnost dobivanja tekstovnih informacija, detaljnih slika ili videa odnosno pokretnih slika iz izvora organiziranih i povezanih preko Interneta;
- prijenos podataka generiranih tijekom razvoja novih lijekova i istraživanja

## Razlozi za telemedicinu
Vlade razvijenih zemalja sučeljavaju se danas s velikim problemima vezanim za rastuće troškove zdravstvene zaštite i demografske promjene koje radikalno mijenjaju zdravstveno tržište. Sustavi zdravstvene zaštite širom svijeta doživljavaju radikalne re-evaluacije i reforme. Ciljevi su obično višestruki. Npr. u SAD-u se teži realizaciji trostrukog cilja:
- osigurati univerzalnu dostupnost zdravstvene zaštite,
- ograničiti rast troškova,
- održati kvalitetu.
- Uvođenje telekomunikacijskih tehnologija omogućuje slanje podataka o bolesniku (umjesto slanja bolesnika) na velike, praktički neograničene udaljenosti. Podatci se šalju ekspertima koji mogu pomoći u rješavanju zdravstvenog problema bolesnika u daleko kraćem vremenu nego što bi to bilo moguće kada bi se umjesto podataka prenosio bolesnik.

Eskalirajući porast troškova zdravstvene zaštite pripisuje se uglavnom tehnološkom napretku. Od telemedicine se očekuje da te troškove reducira. Jedna američka studija koju je vodio Arthur D. Little pokazala je da se uvođenjem elektroničkog medicinskog zapisa, elektroničkih uputnica, elektronički slanih nalaza i videokonferencijama može godišnje uštedjeti više od 36 milijardi dolara.
Glavnina aktivnih telemedicinskih projekata koncentrirana je u SAD-u. Kako se procjenjuje da u SAD-u troškovi za zdravstvenu zaštitu rastu otprilike za 25% na deset godina (podatak za razdoblje 1980-1990, Coles 1995), za očekivati je da se postojeći telemedicinski projekti što prije integriraju.
 

## Povijest telemedicine
Premda se može reći da je telemedicina započela s izumom telefona ili bežične telegrafije, ozbiljniji razvoj telemedicine bilježi se u ranim 60-tim godinama ovog stoljeća kada je NASA u okviru svojih projekata istraživanja svemira Apollo započela sa slanjem ljudskih posada u svemir. Tada je započeo razvoj telemedicine sa svrhom biomedicinskog monitoriranja i zdravstvene zaštite astronauta. Nakon projekta Space Shuttle NASA je nastavila s razvojem i usavršavanjem telemedicinskih aplikacija tijekom suradnje američkih astronauta odnosno SAD-a s Rusijom na ruskoj stanici Mir. Istovremeno NASA je nastavila primjenjivati svoje iskustvo u telemedicini u različitim područjima u svijetu pogođenim prirodnim i drugim katastrofama. Pored toga, ustanovila je i telekomunikacijsku infrastrukturu koja treba podržavati daljnu suradnju u područjima koja uključuju preventivnu medicinu, javno zdravstvo, medicinsku edukaciju, biologiju svemira, biološke znanosti, mikrogravitacijske znanosti, svemirsku i zrakoplovnu medicinu, te medicinsku informatiku. Inicijalno je postavila satelitsku vezu (768 kbps) za komunikaciju putem Interneta, s planom da se preko stotinu ruskih sveučilišta poveže s američkim centrima te uključi u tele-edukaciju.
Drugi važan čimbenik u razvoju telemedicine je vojska. Gledajući povijesno, na razvoj međunarodne telemedicine bitno je utjecalo američko ministarstvo obrane. Primjerice projekt ,,Akamai“, projekt vojnog medicinskog centra za elektroničku dijagnostiku i konzultaciju u zračnoj bazi ,,Hickam“ na Havajima, ima kao svoj dugoročni cilj realizirati telekomunikacijski sustav za medicinske informacije, uključujući PACS (Picture Archiving and Communication System), telemedicinu, teleradiologiju, digitalni zapis o bolesniku te svaku novu telekiruršku i telepatološku tehnologiju čim ona postane moguća. Sustav potpore dijagnostici na temelju medicinskih slika razvio je Loral-Siemens. Taj sustav je teleradiološki sustav za bezfilmsku radiologiju i prijenos digitalnih slika preko satelita (američkim) vojnim bolnicama širom svijeta.
 

## Telemedicinski projekti u svijetu
Telemedicinski projekti najbrojniji su u SAD-u gdje federalna vlada godišnje ulaže više od 100 milijuna dolara u takve projekte. Europa, točnije EU ulaže oko 30 puta manje sredstava nego federalna vlada SAD-a, ali ulaganja različitih agencija i privatna ulaganja u okviru EU su 3-4 puta veća nego ulaganja federalne vlade SAD-a.
Telemedicinski projekti pokrivaju različita područja medicine. Pokrivaju kliničke, preventivne, organizacijske ili edukacijske aplikacije. Primjerice na kongresu MIE’97 u Porto Carrasu (Grčka) u organizaciji Europske federacije za medicinsku informatiku (EFMI) prikazani su sljedeći projekti EU:
- MERMAID - pomorska telemedicina (Anogianakis et al. 1997)
- PRONET - daljinsko učenje o obradi mamografskih slika (Costaridou et al. 1997)
- QUINS - kvaliteta rasporeda rada medicinskih sestara (Oldenkamp et al. 1997)

CAS - konzultacije o zdravstvenom stanju u Europi (Anogianakis 1997)
Gleda li se stanje telemedicine u pojedinim krajevima svijeta, može se reći da su zemlje koje obuhvaćaju veliki teritorij, rijetko naseljen, jako angažirane u tom poslu. Australija je primjer zemlje u kojoj funkcionira najjača medicinska radio-komunikacijska mreža. Satelitske veze koriste se u okviru telemedicinskog projekta za potrebe evakuacije bolesnika (Royal Flying Doctor Service). Teleradiologija, daljinska edukacija i telekonzultacija već su postali praksa u toj zemlji. Slično se može reći i za nordijske zemlje. Kanada je ustanovila telekonferencijski sustav među sveučilištima još 1979. Godine. Francuska je 1984. Godine u Telemedicinskom institutu (Toulouse) osnovala Francusku kompjutorsku mrežu za praćenje zaraznih bolesti, a ujedno su i pioniri u razvoju zdravstvenih kartica (smart card) koje sadrže demografske i medicinske podatke o bolesniku, a čitaju se pomoću posebnog čitača koji se priključi na računalo. Japan je vodeća zemlja u svijetu kada je riječ o korištenju i razvoju PACS tehnologije. Sveučilište Kyoto razvilo je prvi telemedicinski sustav za prijenos slika putem televizije (HDTV) koji upotrebljava ISDN standard za primanje slika visoke rezolucije.
Telemedicinski edukacijski projekti u svijetu su brojni i ima ih praktički svako sveučilište koje se bavi medicinskom edukacijom i angažirano je istraživački u području telemedicine.
Telemedicina u Hrvatskoj
Usporedno s porastom broja istraživanja o mogućnostima primjene telemedicine u svijetu, započelo je i uvođenje telemedicine u Hrvatskoj. Najprije je to bilo samo područje znanstvenog interesa, no ubrzo se započelo i s njenom praktičnom primjenom.
Ministarstvo zdravstva uspostavilo je teleradiološki sustav u kojem su, putem telekomunikacijskog sustava, u jedinstvenu mrežu povezana 33 uređaja za kompjutorsku tomografiju, digitalnu supstrakcijsku angiografiju i magnetsku rezonanciju na ukupno 27 lokacija u 18 regionalnih i županijskih bolnica s referentnim centrom u Klinici za neurorkirurgiju Kliničkoga bolničkog centra Zagreb (Slika 1). U sustav je uključeno i 10 neurokirurških ustanova koje djeluju u 7 naših medicinskih središta (Zagreb, Osijek, Slavonski Brod, Rijeka, Pula, Split i Zadar) što omogućuje i brzu razmjenu informacija među neurokirurzima, te primjerenu raspodjelu bolesnika koji se prema stupnju hitnosti i mogućnostima mogu liječiti i u najbližoj neurokirurškoj ustanovi. Sustav je osnovan na načelima omogućavanja otvorenog pristupa dodatnog broja dijagnostičkih jedinica i funkcija, raspoloživosti svih dijagnostičkih kriterija potrebnih za interpretaciju slike koja se sustavom prenosi, interaktivne komunikacije i manipuliranja slikom, cjelovitog arhiviranja slike i podataka o bolesniku, zajamčene tajnosti pohranjenih podataka, te osiguranja edukacije za sve koji se služe sustavom.
Projekt Hrvatske akademske i istraživačke mreže CARNet pokazao je mogućnosti primjene telemedicine u elektrostimulaciji srca. Suvremeni elektrostimulator srca ima složene dijagnostičke i telemetrijske funkcije koje se ostvaruju uz pomoć vanjskog programatora. Memorija elektrostimulatora omogućuje praćenje aritmija i podešavanje rada elektrostimulatora kao i evaluaciju terapije lijekovima. Kod nas bolesnici svakih šest mjeseci putuju u centar za elektrostimulaciju i po nekoliko sati da bi se kontrola izvršila za svega dvadesetak minuta. Neki kvarovi sustava za stimulaciju i poremećaji stimulacije nastaju tako naglo da ih nije moguće detektirati redovitom kontrolom.
Za potpunu sigurnost bolesnika potrebno je stoga razviti pouzdanu metodu kontrole na daljinu. CARNet je razvio prototip uređaja koji u udaljenoj ambulanti može programirati elektrostimulator i odaslati EKG putem CARNet mreže. U centru za elektrostimulaciju je radna stanica (klijent) povezana s uređajem (poslužiteljem) putem CARNet mreže, a na kojoj se prati EKG bolesnika u realnom vremenu i grafičko sučelje programatora elektrostimulatora (Slike 1 i 2). Stručnjak za elektrostimulaciju može iz centra na klijentu izvršiti kompletnu kontrolu bolesnika na velikoj udaljenosti. Standardni programator je spojen pomoću posebno razvijenog sučelja sa Sun Sparc radnom stanicom. Grafičko sučelje programatora i prikaz EKG-a u realnom vremenu razvijeni su za udaljenu radnu stanicu (klijent) koristeći Java programski jezik. Projekt je pokazao da je prijenos EKG-a u realnom vremenu moguć iz Splita u Zagreb te je uspješno izvršeno reprogramiranje elektrostimulatora srca u Splitu iz Zagreba.
Telepatologija predstavlja iz više razloga jedan od najzahtjevnijih segmenata telemedicine.
U Hrvatskoj se telepatologija počela razvijati 1993. Godine u smjeru organizacije telepatološkog sustava te u smjeru razvoja programske podrške. Do sada postoji oprema za telepatološki sustav u Zagrebu, Rijeci, Splitu, Dubrovniku, Slavonskom Brodu i Vinkovcima, a u planu je instaliranje opreme u Osijeku i Šibeniku. Uspostavljene su i vrlo široke međunarodne veze (Njemačka, Belgija, Nizozemska, J. Afrika, USA).
Obzirom na zadane prilike sustav radi sa smrznutim slikama i s mogućnošću interaktivne komunikacije koristeći obične telefonske linije ili Internet. Razvoj nacionalnih komunikacijskih kanala veće brzine (ISDN i ATM) omogućit će ubrzanje cijeloga procesa.
 

## Zaključak
Pokazalo se da je telemedicina važan čimbenik tehnološke, stručne, financijske i organizacijske ujednačenosti razvoja zdravstvenog sustava. Telemedicina, iako novo područje, u velikoj je mjeri već promijenila načine pružanja zdravstvene zaštite, a još je više utjecala na načine osmišljavanja medicine budućnosti. Bez obzira na to da li će, kao što je to bilo do sada, 
tehnološka realnost višestruko nadmašiti optimistična očekivanja, može se sa sigurnošću pretpostaviti da će telemedicina u nastupajućem razdoblju biti jedno od područja koje će najviše doprinijeti medicinskoj znanosti i praksi.

## Vanjske poveznice
- Telemedicine and Telehealth. Teladoc.
- Wiki for telemedicine (ATAwiki)
- Agency for Healthcare Research and Quality (AHRQ) -- Telemedicine for the Medicare Population  Arhivirana inačica izvorne stranice od 28. studenoga 2009. (Wayback Machine)
- Telemedicine Information Exchange  Arhivirana inačica izvorne stranice od 12. siječnja 2007. (Wayback Machine)